# 숀 비거스태프
숀 비거스태프(Sean Biggerstaff, 1983년 3월 15일~)는 영국 스코틀랜드의 배우이다. 해리 포터 영화 시리즈에서 올리버 우드 역할로 출연하였다.

## 출연 작품
- 해리 포터와 마법사의 돌 (영화)
- [[해리 포터와 비밀의 방 (영화)]
- 캐쉬백 (2006 영화)